# Hymenophyllum riukiuense
Hymenophyllum riukiuense là một loài dương xỉ trong họ Hymenophyllaceae. Loài này được Christ mô tả khoa học đầu tiên năm 1900.